# Chapadinha Futebol Clube
Dernière mise à jour : 2 février 2012.
Le Chapadinha Futebol Clube est un club brésilien de football basé à Chapadinha dans l'État du Maranhão.